# Джим Джонсон (канадський хокеїст)
Джим Джонсон (англ. Jim Johnson; 7 листопада 1942, Вінніпег — 4 травня 2021) — канадський хокеїст, що грав на позиції центрального нападника.

## Ігрова кар'єра
Професійну хокейну кар'єру розпочав 1963 року.
Протягом професійної клубної ігрової кар'єри, що тривала 13 років, захищав кольори команд «Нью-Йорк Рейнджерс», «Філадельфія Флаєрс», «Лос-Анджелес Кінгс», «Міннесота Файтінг Сейнтс» та «Індіанаполіс Рейсерс».

## Смерть
Помер 4 травня 2021 року у Вінніпезі.